# Commelina standleyi
Commelina standleyi là một loài thực vật có hoa trong họ Commelinaceae. Loài này được Steyerm. mô tả khoa học đầu tiên năm 1944.